# إيليا يورشينكو
إيليا يورشينكو هو لاعب كرة قدم روسي في مركز الهجوم، ولد في 9 أبريل 1996 في شاختاي في روسيا. لعب مع نادي كراسنودار.